# Халти
Халти (на фински: Halti, Haltitunturi; на северносаамски: Háldičohkka; на шведски: Haldefjäll) е планински масив (фел) на границата между Норвегия и Финландия. Едноименният връх на масива с надморска височина 1365 m лежи в Норвегия на границата между общините Нордрайса and Гайвуотна–Коофьорд. Най-високата точка от масива от финландска страна е с височина 1324 m и е част от община Енонтекийо в провинция Лапландия.
Халти е измерен и картографиран от финландеца Еркки Пере. До планинския масив достига 50-километров планинарски пешеходен маршрут с начало планинския масив Заана край село Килписярви.
През 2015 г. група норвежци започват кампания норвежкото правителство да премести границата навътре в територията си със 150 m на север и 200 m на изток, отстъпвайки на Финландия връх Халти по повод стогодишнината от независимостта на Финландия от Русия, която се отбелязва през 2017 г. С това най-високата точка на Финландия би се повишила с около 40 m. По-късно, обаче, идеята е отхвърлена като противоречаща на конституцията и поради възможни правни проблеми.